# Антоново (Вармінсько-Мазурське воєводство)
Антоново (пол. Antonowo, нім. Antonowen) — село в Польщі, у гміні Ґіжицько Гіжицького повіту Вармінсько-Мазурського воєводства.
Населення — 477 осіб (2011).
У 1975-1998 роках село належало до Сувальського воєводства.

## Демографія
Демографічна структура станом на 31 березня 2011 року:
|          | Загалом | Допрацездатний вік | Працездатний вік | Постпрацездатний вік |
| -------- | ------- | ------------------ | ---------------- | -------------------- |
| Чоловіки | 235     | 49                 | 163              | 23                   |
| Жінки    | 242     | 54                 | 136              | 52                   |
| Разом    | 477     | 103                | 299              | 75                   |